# 특이운동
특이운동(特異運動, peculiar motion), 또는 특이속도(特異速度, peculiar velocity)란 천문학의 두 하위 분야에서 각각 다른 맥락으로 사용되는 용어이다.

## 은하천문학
은하천문학에서 특이운동 및 특이속도란 국부표준정지좌표계에 대한 천체(보통 항성)의 상대운동 및 상대속도를 말한다.

## 물리우주론

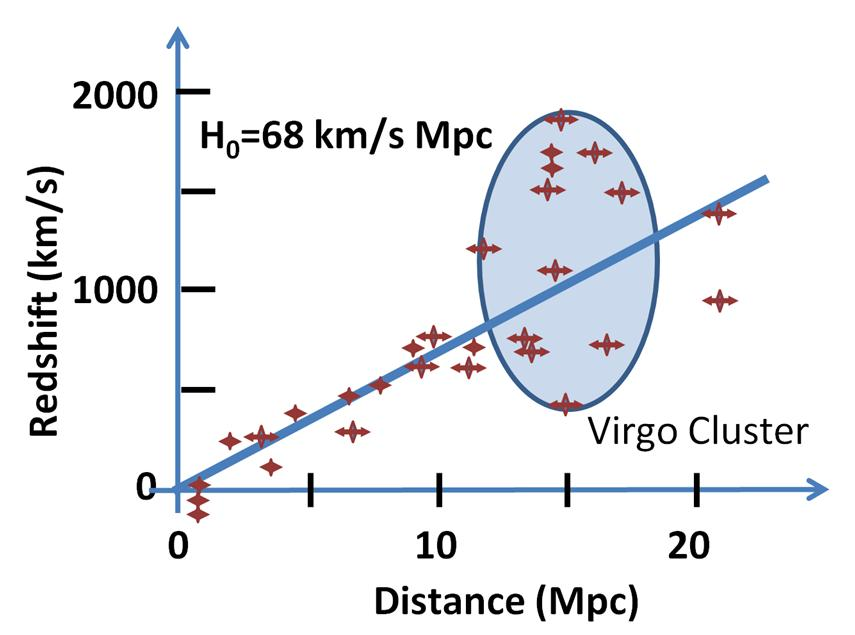
하늘색 동그라미 안의 점들은 처녀자리 은하단의 은하들이다. 허블의 법칙의 전체적 추세선의 위아래로 마구 튀는 것을 볼 수 있다.

물리우주론에서 특이속도 및 특이운동은 허블의 법칙을 따르지 않는 은하의 후퇴속도 및 그 운동을 말한다.
에드윈 허블에 의해 제기되고 많은 천문학자들에 의해 인정된 바에 따르면, 은하들은 우리에게서 떨어진 거리에 비례하는 속도로 우리에게서 멀어져가고 있다. 다른 요소가 개입하지 않으면 속도와 거리 사이의 그 관계는 정확하다.
그런데 은하단처럼 수십에서 수천 개의 은하들이 한 데 뭉쳐있는 경우, 은하들끼리 중력적 상호작용을 일으켜 허블의 법칙에 의해 기대되는 후퇴속도보다 더 빠르거나 더 느리게 관측된다. 이때 은하단의 은하들의 속도를 평균을 내면 은하단을 구성하는 각 은하들의 특이속도가 서로 상쇄되어 보다 정확한 데이터를 얻을 수 있다.
우리에게 너무 가까운 은하들도 특이운동을 하는데, 안드로메다 은하만 하더라도 후퇴하기는커녕 우리은하를 향해 접근해오고 있다. 때문에 우리은하에서 가까운 은하만 가지고 허블 법칙을 유도하면 오류가 나게 된다. 데이터에 먼 은하들이 많아질수록 우리은하와 데이터상의 은하들 간의 중력적 상호작용이 줄어들기에 정확한 허블 상수를 얻을 수 있다.

## 같이 보기
- 시선속도
- 고유운동

## 참고 자료
- David Darling, Internet Encyclopedia of Science, "Peculiar Motion" (accessed 11 April 2010)
- David Darling, Internet Encyclopedia of Science, "local standard of rest (LSR)" (accessed 2 January 2013)
- University of Ottawa, Facts Guru, "peculiar velocity" (accessed 11 April 2010)